# Luis Tablanca
Luis Tablanca (Dámaso Enrique Pardo Farelo) (El Carmen, Estado Soberano de Santander, Colombia, 11 de diciembre de 1883-El Carmen, Norte de Santander, 1 de junio de 1965) fue un escritor colombiano.

## Biografía

### Infancia
Nacido y criado en El Carmen, sus padres fueron Pedro Pardo y Claudina Gómez Farelo. Bautizado en la parroquia de Nuestra Señora de El Carmen en. Fue descendiente del ocañero Jerónimo Gómez Farelo, uno de los primeros colonos de El Carmen, entre sus ancestros también se encuentra el sacerdote ocañero Joaquín Gómez Farelo, quien escribió la historia de la aparición de la Virgen de Torcoroma.

### Juventud
Enrique Pardo Farelo en busca de un mejor futuro viajó a  Ocaña en los días de su juventud, para esa época, él mismo confiesa, que sus bases culturales eran apenas elementales; pero buen lector y con deseo de superación; aparte de esta disposición personal, tiene la suerte de encontrar trabajo en casa de los señores Jácome Niz que ponen a disposición del futuro escritor su biblioteca familiar. Allí comienza su formación de autodidacta 
Gracias a los libros, y a la buena voluntad de la familia Jácome Niz logró entablar amistad con los intelectuales, periodistas y poetas: Euquerio Amaya (Adolfo Milanés); Santiago Rizo Rodríguez (Edmundo Velásquez).
A la par fue posicionándose como líder liberal y ganando la estimación de sus copartidarios y de todas las gentes cultas de Ocaña y su región.

## Periodismo
Pardo Farelo, Viajó a la capital de la República, hacia el año de 1910, donde después de asegurar su estabilidad económica en un cargo en los ferrocarriles nacionales, entró a colaborar en los suplementos literarios de los grandes diarios y en las revistas de la capital como: Diario Nacional cuando lo dirigió el doctor Enrique Olaya Herrera, El Tiempo, El Espectador, El Gráfico, Cromos, así como revistas en Medellín y Cali.
Otto de Greiff en 1923, en una nota introductoria, en la revista Lectura Breve dice de Tablanca: “Es un verdadero estilista y para muchos el primer cuentista de Colombía”.

## Vida política
Hacia el año 1930 una grave enfermedad de su padre lo hizo regresar a su tierra, ya consagrado como un gran escritor nacional.
En el año 1930, el gobernador lo nombró Secretario de Hacienda del departamento Norte de Santander, allí quiso realizar una labor ejemplar a favor del erario, y la hubiera realizado, pero encontró, para su decepción, que había presiones políticas y otras de las múltiples falencias que hoy subsisten en la democracia representativa colombiana, en detrimento de los bienes nacionales, y decidió renunciar voluntariamente.
De esas vivencias surge la novela UNA DERROTA SIN BATALLA, publicada inicialmente en Bucaramanga en el año 1935.
Pardo Farelo ejerció por poco tiempo la condición de diputado de la Asamblea Departamental, luego decidió volver a El Carmen, donde era estimado por la inmensa mayoría de conciudadanos. En ese lugar duro alejado del “mundanal ruido” de la vana gloria de los hombres y los reconocimientos; en especial se cuidó de las ofertas que le hacían para que se reeligiera en la Asamblea o que tomara las riendas del partido liberal ejerciendo su meritorio liderazgo nacional. En alguna ocasión contesto antes esta oferta con las siguientes palabras: “yo estoy convencido de que sirviéndole a mi pueblito natal le sirvo a la provincia, al departamento y a la patria misma”
Efectivamente en El Carmen se desempeñó como Alcalde, Personero y Concejal sin tacha, un ejemplo para todos sus coterráneos.

## Obra
- Cuentos sencillos, Luis Tablanca, Colección ánfora, 1908
- Cuentos fugaces, (1917)
- La flor de los años, (poemas), (1918)
- Tierra encantada y antología de cuentos, Enrique Pardo y Farelo, Luis Tablanca, Publ. de la Escuela de Bellas Artes, 1970 - 457 páginas
- Tierra encantada, Luis Tablanca. Casa editorial Santafé, 1927 - 226 páginas
- Una derrota sin batalla Luis Tablanca. Imprenta Departamental, 1983 - 159 páginas
- El tesoro inagotable, (Novela), (inédito)
- Cuentos sencillos, Luis Tablanca, Colección ánfora, 1908